# لوكاس رينكون روميرو
لوكاس رينكون روميرو (بالإسبانية: Lucas Rincón Romero) هو سياسي فنزويلي، ولد في 1 فبراير 1950. حزبياً، نشط في الحزب الاشتراكي الموحد الفنزويلي.